# Karl Stisser
Karl Stisser (* 13. September 1865 in Grund; † 23. September 1948 in Göttingen) war ein deutscher evangelisch-lutherischer Geistlicher und letzter Generalsuperintendent von Hildesheim.

## Leben
Stisser war ein Sohn des Pastors Hermann Friedrich Wilhelm Ludwig Stisser in Bad Grund (1820–1876) und der Johann Friederike Elise Prahl. Er studierte Evangelische Theologie in Erlangen und Göttingen. In Göttingen wurde er im Wintersemester 1886/87 Mitglied der Burschenschaft Teutonia und somit auch Alter Herr der Burschenschaft Alemannia Göttingen. Außerdem war er Mitglied in der Deutschen Christlichen Studentenvereinigung.
1892 wurde Stisser Pastor in Bodenfelde, 1899 2. Pastor an der Lutherkirche in Hannover. Ab 1909 war er zugleich Superintendent der neugebildeten Inspektion Hannover III. Von 1911 bis 1925 war er 1. Pastor an der St.-Albani-Kirche in Göttingen und Superintendent der Inspektion Göttingen III. Am 1. November 1925 wurde er Generalsuperintendent von Hildesheim und Mitglied des Landeskirchenamtes Hannover der Evangelisch-lutherischen Landeskirche Hannovers. Ab 1935 war er auch geistliches Mitglied der vorläufigen Kirchenregierung der Ev.-luth. Landeskirche Hannovers. 1936 trat er in den Ruhestand. Mit der Schaffung der Landessuperintendenturen durch Landesbischof August Marahrens wurde das Amt des Generalsuperintendenten im gleichen Jahr abgeschafft.
Stisser war in erster Ehe mit Charlotte Weniger († 1898) verheiratet. Der zweiten Ehe von 1901 mit Adolfine Friederike Louise Marie („Mia“) Ohnesorg (* 1878) entstammten fünf Söhne und eine Tochter.

## Schriften
- mit Johannes Meyer: Soziales aus Bibel und Kirchengeschichte: zwei Vorträge gehalten auf dem zweiten sozialen Ausbildungskursus, Feesche, Hannover 1907
- Alles von Gott! Predigt zum Gedächtnis der ersten, großen Siege, gehalten am 30. August 1914, Vandenhoeck & Ruprecht, Göttingen 1914
- „Treue um Treue, ewige Treue um ewige Treue!“: Festpredigt gehalten bei der Fünfhundertjahrfeier der St. Albanikirche in Göttingen am 15. April 1923. Göttingen 1923
- Vorwort, in: Hermann Weniger: Ich will reden von deinen herrlichen Taten: Predigten, Feesche, Hannover 1927
- Erinnerungen an meine Amtszeit in der Luthergemeinde zu Hannover während der Jahre 1899–1911, Rehburg-Loccum 2000